# Ginnungagap
În mitologia nordică, Ginnungagap este un spațiu gol, o prăpastie care a existat între tărâmurile Muspelheim și Niflheim, înainte de creație. În nordul acestei prăpăstii se întindea vastul ținut al gheții, Niflheim, iar în sudul ei era tărâmul căldurii și al focului. Cu mult timp în urmă, aceste două ținuturi s-au întâlnit în Ginnungagap, iar focul a topit gheața, formând o substanță numită "eitr" din care s-a născut gigantul primordial Ymir. 
Acest articol referitor la mitologia nordică  este deocamdată un ciot. Puteți ajuta Wikipedia prin completarea lui!